# NGC 5037
NGC 5037 is een spiraalvormig sterrenstelsel in het sterrenbeeld Maagd. Het hemelobject werd op 31 december 1785 ontdekt door de Duits-Engelse astronoom William Herschel.

## Synoniemen
- MCG -3-34-29
- IRAS13123-1619
- PGC 46078